# Чепалони
Чепало̀ни (на италиански: Ceppaloni) е малко градче и община в Южна Италия, провинция Беневенто, регион Кампания. Разположено е на 368 m надморска височина. Населението на общината е 3375 души (към 2010 г.).